# Oxyde de titane(III)
L’oxyde de titane(III), ou trioxyde de dititane, est un composé chimique de formule Ti2O3. Il s'agit d'un solide violet à noir, insoluble dans l'eau mais soluble dans l'acide sulfurique, l'acide virant au violet. Il se décompose à chaud dans l'acide fluorhydrique et l'eau régale. Il cristallise dans le système trigonal selon le groupe d'espace R3c (no 167, corindon) avec les paramètres a = 514,8 pm et c = 1 363,6 pm. Il existe dans le milieu naturel sous la forme d'un minéral extrêmement rare, la tistarite, également identifié dans la météorite d'Allende, une chondrite carbonée tombée en 1969 dans l'État de Chihuahua, au Mexique. Il existe avec un écart à la stœchiométrie Ti2O3±0,02. Il connaît une transition de phase semiconducteur ⟶ conducteur métallique à 200 °C,.
L'oxyde de titane(III) peut être obtenu en faisant réagir du titane avec du dioxyde de titane TiO2 à 1 600 °C :
Ti + 3 TiO2 ⟶ 2 Ti2O3.
Il peut également être préparé en faisant réagir du monoxyde de carbone CO avec du dioxyde de titane à 800 °C.
L'oxyde de titane(III) est utilisé comme matériau de départ pour réaliser des couches minces, des résistances et des condensateurs.